# Big Ten Conference (pallavolo)
La Big Ten Conference è una delle 32 conference di pallavolo femminile affiliate alla NCAA Division I, la squadra vincitrice accede di diritto al torneo NCAA.

## Membri

| Squadra             | Sede           | Stato        | Fondazione | Soprannome      | Affiliazione |
| ------------------- | -------------- | ------------ | ---------- | --------------- | ------------ |
| UC Los Angeles      | Los Angeles    | California   | 1965       | Bruins          | 2024         |
| Illinois            | Urbana         | Illinois     | 1974       | Fighing Illini  | 1981         |
| Indiana             | Bloomington    | Indiana      | 1975       | Hoosiers        | 1981         |
| Iowa                | Iowa City      | Iowa         | 1977       | Hawkeyes        | 1981         |
| Maryland            | College Park   | Maryland     | 1971       | Terrapins       | 2014         |
| Michigan            | Ann Arbor      | Michigan     | 1973       | Wolverines      | 1981         |
| Michigan State      | East Lansing   | Michigan     | 1972       | Spartans        | 1981         |
| Minnesota           | Minneapolis    | Minnesota    | 1972       | Golden Gophers  | 1981         |
| Nebraska            | Lincoln        | Nebraska     | 1975       | Cornhuskers     | 2012         |
| Northwestern        | Evanston       | Illinois     | 1976       | Wildcats        | 1981         |
| Ohio State          | Columbus       | Ohio         | 1971       | Buckeyes        | 1981         |
| Oregon              | Eugene         | Oregon       | 1968       | Ducks           | 2024         |
| Penn State          | State College  | Pennsylvania | 1976       | Nittany Lions   | 1992         |
| Purdue              | West Lafayette | Indiana      | 1975       | Boilermakers    | 1981         |
| Rutgers             | New Brunswick  | New Jersey   | 1977       | Scarlet Knights | 2014         |
| Southern California | Los Angeles    | California   | 1974       | Trojans         | 2024         |
| Washington          | Seattle        | Washington   | 1974       | Huskies         | 2024         |
| Wisconsin           | Madison        | Wisconsin    | 1974       | Badgers         | 1981         |

## Arene
| Squadra             | Arena                     | Capacità |
| ------------------- | ------------------------- | -------- |
| UC Los Angeles      | Pauley Pavilion           | 13 800   |
| Illinois            | Huff Hall                 | 4 500    |
| Indiana             | The University Gymnasium  | 2 000    |
| Iowa                | Carver-Hawkeye Arena      | 15 400   |
| Maryland            | Xfinity Center            | 17 950   |
| Michigan            | Cliff Keen Arena          | 1 800    |
| Michigan State      | Jenison Field House       | 6 000    |
| Minnesota           | Sports Pavilion           | 5 700    |
| Nebraska            | Bob Devaney Sports Center | 8 000    |
| Northwestern        | Welsh-Ryan Arena          | 8 117    |
| Ohio State          | St. John Arena            | 13 276   |
| Oregon              | Matthew Knight Arena      | 12 364   |
| Penn State          | Rec Hall                  | 7 200    |
| Purdue              | Holloway Gymnasium        | 2 288    |
| Rutgers             | College Avenue Gymnasium  | 3 200    |
| Southern California | Galen Center              | 10 258   |
| Washington          | Hec Edmundson Pavilion    | 10 000   |
| Wisconsin           | Wisconsin Field House     | 10 600   |

## Albo d'oro
| Anno          | Podio                     | Podio                         | Podio                       |
| Campione      | Seconda                   | Terza                         |                             |
| ------------- | ------------------------- | ----------------------------- | --------------------------- |
| 1981 Dettagli | Michigan                  | Ohio State                    | Purdue                      |
| 1982 Dettagli | Purdue                    | Northwestern                  | Ohio State Minnesota        |
| 1983 Dettagli | Northwestern              | Purdue                        | Ohio State                  |
| 1984 Dettagli | Northwestern              | Purdue                        | Ohio State                  |
| 1985 Dettagli | Purdue                    | Illinois                      | Ohio State                  |
| 1986 Dettagli | Illinois                  | Minnesota                     | Iowa                        |
| 1987 Dettagli | Illinois                  | Purdue                        | Minnesota                   |
| 1988 Dettagli | Illinois                  | Iowa Minnesota Northwestern   | -                           |
| 1989 Dettagli | Ohio State                | Illinois Minnesota            | -                           |
| 1990 Dettagli | Wisconsin                 | Ohio State                    | Purdue                      |
| 1991 Dettagli | Ohio State                | Penn State Wisconsin          | -                           |
| 1992 Dettagli | Illinois Penn State       | -                             | Ohio State                  |
| 1993 Dettagli | Penn State                | Ohio State                    | Illinois Minnesota          |
| 1994 Dettagli | Ohio State                | Penn State                    | Iowa                        |
| 1995 Dettagli | Michigan State            | Ohio State                    | Penn State                  |
| 1996 Dettagli | Penn State Michigan State | -                             | Ohio State                  |
| 1997 Dettagli | Penn State Wisconsin      | -                             | Michigan Ohio State         |
| 1998 Dettagli | Penn State                | Wisconsin                     | Michigan State              |
| 1999 Dettagli | Penn State                | Minnesota Wisconsin           | -                           |
| 2000 Dettagli | Wisconsin                 | Minnesota                     | Penn State                  |
| 2001 Dettagli | Wisconsin                 | Ohio State                    | Penn State                  |
| 2002 Dettagli | Minnesota                 | Penn State Wisconsin          | -                           |
| 2003 Dettagli | Penn State                | Illinois Minnesota            | -                           |
| 2004 Dettagli | Penn State                | Minnesota Ohio State          | -                           |
| 2005 Dettagli | Penn State                | Wisconsin                     | Minnesota Ohio State        |
| 2006 Dettagli | Penn State                | Minnesota                     | Wisconsin                   |
| 2007 Dettagli | Penn State                | Wisconsin                     | Minnesota Purdue            |
| 2008 Dettagli | Penn State                | Minnesota                     | Illinois                    |
| 2009 Dettagli | Penn State                | Illinois                      | Minnesota                   |
| 2010 Dettagli | Penn State                | Illinois Minnesota            | -                           |
| 2011 Dettagli | Nebraska                  | Illinois Penn State Purdue    | -                           |
| 2012 Dettagli | Penn State                | Minnesota Nebraska            | -                           |
| 2013 Dettagli | Penn State                | Nebraska                      | Minnesota                   |
| 2014 Dettagli | Wisconsin                 | Penn State                    | Illinois                    |
| 2015 Dettagli | Minnesota                 | Nebraska                      | Wisconsin                   |
| 2016 Dettagli | Nebraska                  | Minnesota Wisconsin           | -                           |
| 2017 Dettagli | Nebraska Penn State       | -                             | Minnesota                   |
| 2018 Dettagli | Minnesota                 | Illinois                      | Nebraska Wisconsin          |
| 2019 Dettagli | Wisconsin                 | Minnesota Nebraska Penn State | -                           |
| 2020 Dettagli | Wisconsin                 | Minnesota                     | Nebraska                    |
| 2021 Dettagli | Wisconsin                 | Nebraska                      | Ohio State Purdue Minnesota |
| 2022 Dettagli | Wisconsin                 | Nebraska                      | Minnesota Ohio State        |
| 2023 Dettagli | Nebraska                  | Wisconsin                     | Penn State Purdue           |
| 2024 Dettagli | Nebraska Penn State       | -                             | Wisconsin                   |

## Palmarès
| Squadre        | Titoli | Stagioni                                                                                                   |
| -------------- | ------ | --- |
| Penn State     | 18     | 1992, 1993, 1996, 1997, 1998, 1999, 2003, 2004, 2005, 2006, 2007, 2008, 2009, 2010, 2012, 2013, 2017, 2024 |
| Wisconsin      | 9      | 1991, 1997, 2000, 2001, 2014, 2019, 2020, 2021, 2022                                                       |
| Nebraska       | 5      | 2011, 2016, 2017, 2023, 2024                                                                               |
| Illinois       | 4      | 1986, 1987, 1988, 1992                                                                                     |
| Ohio State     | 3      | 1989, 1991, 1994                                                                                           |
| Minnesota      | 3      | 2002, 2015, 2018                                                                                           |
| Northwestern   | 2      | 1983, 1984                                                                                                 |
| Purdue         | 2      | 1982, 1985                                                                                                 |
| Michigan State | 2      | 1995, 1996                                                                                                 |
| Michigan       | 1      | 1981 |